# 南水镇
南水镇，是中华人民共和国广东省珠海市金湾区下辖的一个乡镇级行政单位。与大广海湾经济区隔海相望。

## 行政区划
南水镇下辖以下地区：
南水社区、金洲社区、金龙社区、南场村、荷包村、高栏村、沙白石村和飞沙村。